# Myotis morrisi
Myotis morrisi là một loài động vật có vú trong họ Dơi muỗi, bộ Dơi. Loài này được Hill mô tả năm 1971.

## Hình ảnh

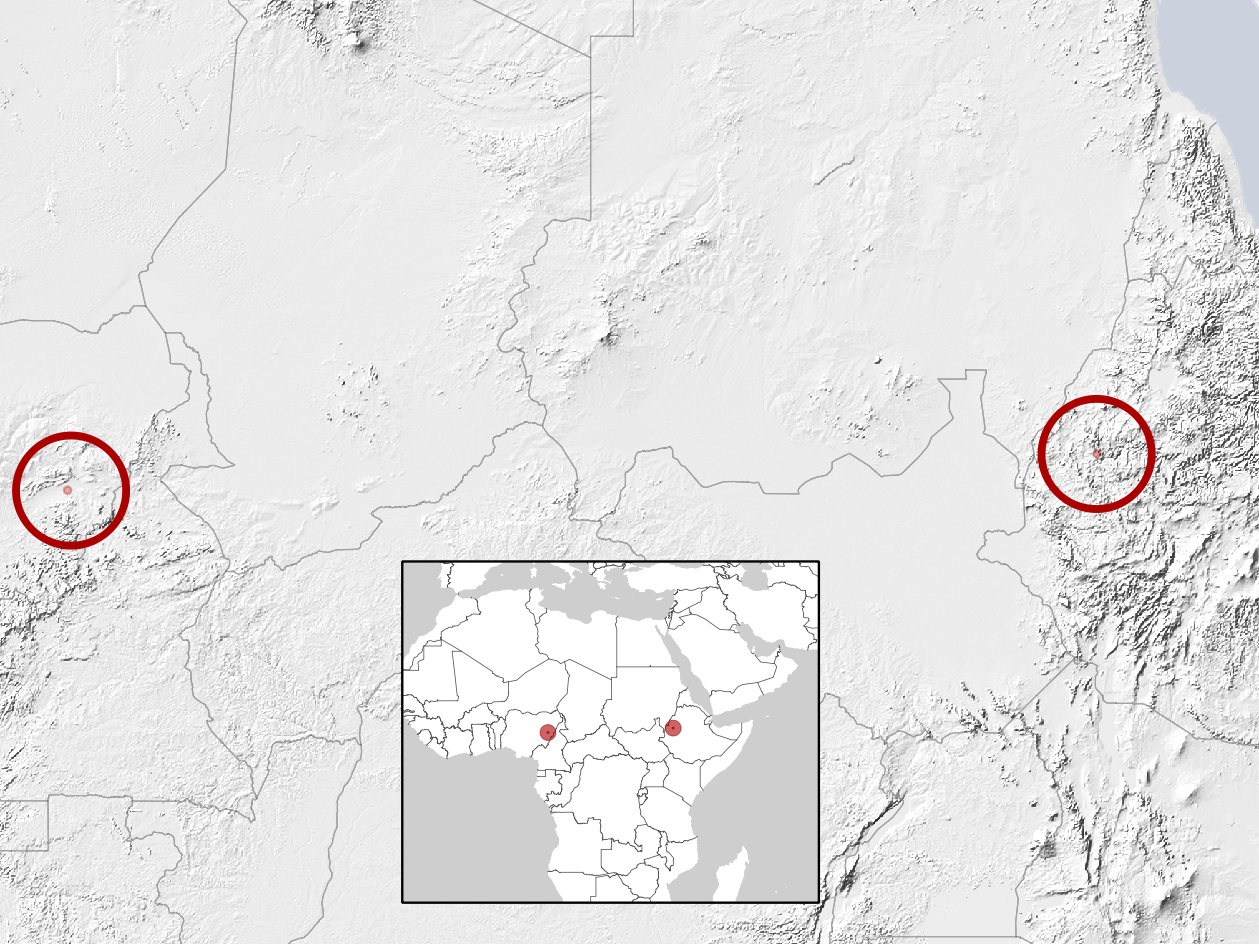